# Reencarne
Reencarne é uma futura série brasileira produzida pelo Globoplay com roteiro de Igor Verde, Amanda Jordão, Elísio Lopes Jr., Juan Jullian e Flávia Lacerda. Com direção de Bruno Safadi a primeira temporada ainda não tem previsão de estreia para  streaming.   

## Enredo
Túlio (Welket Bunguê), um ex-policial civil. Depois de passar 18 anos preso acusado de matar Caio (Pedro Caetano), seu parceiro na corporação, ele é solto e decide tirar a própria vida. Antes que a tragédia aconteça, ele recebe a visita de Verônica (Julia Dalavia), uma moça que afirma ser a reencarnação de Caio. Ela diz que os dois têm uma última missão: descobrir quem o assassinou em sua outra vida. 
 

## Elenco
- Simone Spoladore
- Taís Araújo
- Julia Dalavia
- Enrique Diaz
- Welket Bunguê
- Pedro Caetano
- Grace Passô